# Unidad Habitacional II
Unidad Habitacional II är en ort i Mexiko.   Den ligger i kommunen Panotla och delstaten Tlaxcala, i den sydöstra delen av landet, 90 km öster om huvudstaden Mexico City. Unidad Habitacional II ligger 2 236 meter över havet och antalet invånare är 569.
Terrängen runt Unidad Habitacional II är platt söderut, men norrut är den kuperad. Runt Unidad Habitacional II är det tätbefolkat, med 383 invånare per kvadratkilometer. Närmaste större samhälle är Tlaxcala de Xicohtencatl, 8,5 km öster om Unidad Habitacional II. Omgivningarna runt Unidad Habitacional II är en mosaik av jordbruksmark och naturlig växtlighet.